# Hugonia belli
Hugonia belli är en linväxtart som beskrevs av Sedgwick. Hugonia belli ingår i släktet Hugonia och familjen linväxter. Inga underarter finns listade i Catalogue of Life.